# Antoon II Keldermans
Antoon II Keldermans (... – 1515) è stato un architetto belga.
Antoon II, detto Anthonis il Giovane, per non confonderlo con il padre, fu Architetto di Città a Mechelen e divenne Architetto di Corte di Carlo V. Lavora principalmente Alkmaar e Middelburg, completando la costruzione del padre Antoon I .  Nel 1514, su volere imperiale, riedifica la Maison du Roi a Bruxelles.
| Controllo di autorità | VIAF (EN) 96580441 · ULAN (EN) 500121902 |